# 南浜町 (知多市)
南浜町（みなみはままち）は、愛知県知多市の地名。

## 地理
知多市西部に位置する。東は日長、北は北浜町に接する。

### 交通
- 西知多産業道路（国道155号）[1]
- 名管道路（南浜5号線）[1]

### 施設
- 知多市職員研修センター（南浜荘）[1]
- 出光興産愛知製油所[1]
- 知多LNG共同基地[1]

## 歴史

### 沿革
- 1973年（昭和48年） - 公有水面埋立地（名古屋南部臨海工業地帯第4区）の一部に知多市南浜町として成立する[2]。

### WEB
1. ↑  “愛知県知多市の町丁・字一覧”.   人口統計ラボ. 2024年4月22日閲覧。
2. ↑  “読み仮名データの促音・拗音を小書きで表記するもの(zip形式) 愛知県” (zip).   日本郵便 (2024年2月29日). 2024年3月26日閲覧。
3. ↑  “市外局番の一覧” (PDF).   総務省 (2022年3月1日). 2022年3月22日閲覧。
4. ↑  “ナンバープレートについて”.   一般社団法人愛知県自動車会議所. 2024年1月21日閲覧。

### 書籍
1. 1 2 3 4 5 6 7  「角川日本地名大辞典」編纂委員会 1989, p. 1715.
2. ↑  「角川日本地名大辞典」編纂委員会 1989, p. 1291.